# Jarosław Katulski
Jarosław Paweł Katulski (ur. 16 października 1961 w Koronowie) – polski polityk, lekarz i samorządowiec, poseł na Sejm VI i VII kadencji.

## Życiorys
W 1986 ukończył studia na Akademii Medycznej w Gdańsku, następnie uzyskał następnie specjalizację drugiego stopnia w zakresie położnictwa i ginekologii. W 1999 objął funkcję dyrektora szpitala powiatowego w Tucholi, a w 2002 prezesa zarządu spółki, w którą przekształcono szpital. Podjął też własną praktykę lekarską, został przewodniczącym Związku Szpitali Powiatowych Województwa Kujawsko-Pomorskiego.
Od 2006 do 2007 był radnym sejmiku kujawsko-pomorskiego. W wyborach parlamentarnych w 2007 uzyskał mandat poselski z listy Platformy Obywatelskiej, otrzymując w okręgu bydgoskim 7514 głosów. W wyborach w 2011 z powodzeniem ubiegał się o reelekcję, dostał 5872 głosy. W 2014 wystartował ponownie do sejmiku kujawsko-pomorskiego, uzyskując mandat radnego, co skutkowało wygaśnięciem mandatu posła. W 2018 i 2024 kolejny raz uzyskiwał mandat radnego województwa. Startował także do Sejmu z listy Koalicji Obywatelskiej w 2019 i 2023. W 2024 został kandydatem KO w wyborach do Parlamentu Europejskiego z okręgu nr 2.

## Odznaczenia
Odznaczony Srebrnym Krzyżem Zasługi (2004).